# Сграда на Библиотеката „Благой Янков Мучето“ (Струмица)
Сграда на Библиотеката „Благой Янков Мучето“ – Струмица (на македонска литературна норма: Зграда на Библиотеката „Благој Јанков Мучето“ - Струмица) е библиотечна сграда в град Струмица, Северна Македония. Обявена е за паметник на културата.

## Описание
Сградата на библиотеката е разположена на главната пешеходна улица „Благой Янков Мучето“ № 26. Изградена е в 1946 година. В 1978 година в нея е разположена Библиотеката „Благой Янков Мучето“.
Зданието е масивно, със стени от цяла тухла. Има правоъгълна форма и се състои от сутерен, приземие и етаж, свързани помежду си с вътрешно стълбище. Главният вход е на централната западна фасада. От северната и източната страна също има входове. Красивата челна фасада има четири големи прозореца на приземния етаж и вътрешен балкон на етажа с четири стълба, свързани с полукръгли дъги. Покривът е дървена конструкция с керемиди каналици.
В 2005 година са реновирани покривната конструкция и първият кат, а сутеренът е реновиран в 2011 година.